# Victor Rifaut
Victor Rifaut (Parigi, 11 gennaio 1799 – Orléans, 2 marzo 1838) è stato un compositore francese.

## Biografia
Studiò solfeggio, pianoforte, armonia e composizione presso il Conservatorio di Parigi.
Nel 1820, vinse il Prix de Rome con la cantata Sophinibe e l'anno successivo con Diane et Endymion. Durante il suo soggiorno a Villa Medici a Roma, fece amicizia con il pittore Joseph-Désiré Court (1797-1865), vincitore del Prix de Rome, che nel 1822 dipinse un ritratto di Rifaut. Questo dipinto è conservato presso il Musée des Beaux-Arts de Rouen. Al suo ritorno a Parigi nel 1824, fu cantante e pianista all'Opéra-Comique.
Il 30 agosto 1826 sposò a Parigi Jeanne-Emélie Belloste, cantante dell'Opéra-Comique.